# 罗地语
罗地语是印度一种蒙达语族语言或方言连续体。奥里萨邦罗地族人只有四分之一说卡利亚塔尔语。《民族语》虽然承认罗地语和蒙达语族索拉语有关，还是将其划入印欧语系孟加拉–阿萨姆语支，在印度人口普查中被视为印地语一种方言。“罗地语”这个名称下有可能有一种蒙达语和一种印欧语。
Anderson (2008:299)认为，奥里萨邦北部的罗地语可能是一种濒危蒙达语。一些母语者自称为Sabar(a)。

## 地理分布
罗地语分布在：
- 奥里萨邦马尤布汉杰县Sadar区Morada、Suliapada

- 奥里萨邦巴勒谢瓦县索拉街区

- 西孟加拉邦西梅迪尼浦尔县Binpur、Kharagpur-I街区

- 贾坎德邦：与西孟加拉邦的交界线上